# موسيقى اليونان القديم
كانت موسيقى اليونان القديم حاضرة على مستوى العالم تقريبًا في المجتمع اليوناني القديم، بدءًا من الزيجات والجنازات والاحتفالات الدينية وحتى المسرح والموسيقى الشعبية وتلاوة القصائد الشعرية الملحمية، وبالتالي فقد لعبت دورًا أساسيًا في حياة الإغريق القدماء. هناك أجزاء مهمة من التدوين الموسيقي الفعلي، بالإضافة إلى العديد من الإشارات الأدبية للموسيقى اليونانية القديمة، إذ يمكن معرفة بعض الأشياء -أو تخمينها بشكل معقول- بحسب ما تبدو عليه الموسيقى والدور العام للموسيقى في المجتمع واقتصاديات الموسيقى وأهمية الطبقة المهنية للموسيقيين وغيرها. كشفت البقايا الأثرية عن الكثير من رسومات الخزف الموسيقية التي قُدمت سابقًا على سبيل المثال.
تُشتق كلمة موسيقى في اللغة الإنجليزية من إلاهات الإلهام (الميوزات) وبنات زيوس والإلاهات الراعية للفكر والإبداع.
فيما يتعلق بأصل الموسيقى والآلات الموسيقية: يرتبط تاريخ الموسيقى في اليونان القديمة ارتباطًا وثيقًا بالمثيولوجيا اليونانية والأساطير التي يصعب تمييزها عن القصص الحقيقية في كثير من الأحيان. وضعت نظرية الموسيقى والموسيقى في اليونان القديمة الأساس للموسيقى الغربية ونظرية الموسيقى الغربية، واستمرت في التأثير على الرومان القدماء والكنيسة المسيحية الأولى والملحنين في العصور الوسطى. تجمع تعاليم فيثاغورس وبطليموس وفيلوديس وأرسطكاس وأريستيدس وأفلاطون على وجه التحديد، معظم فهمنا لنظرية الموسيقى اليونانية القديمة والأنظمة الموسيقية وأخلاقيات الموسيقى.
أُدرجت دراسة الموسيقى في اليونان القديمة في مناهج الفلاسفة العظماء، ويعتقد فيثاغورس على وجه الخصوص أن الموسيقى قد وُكلت لنفس قوانين التناغم الرياضية مثل ميكانيكا الكون، وتطورت لتصبح فكرة تُعرف باسم موسيقى الأفلاك. ركز أتباع فيثاغورث على الرياضيات والعلوم الصوتية للصوت والموسيقى، وطوروا أنظمة ضبط ومبادئ توافقية ركزت على الأعداد الصحيحة والنسب البسيطة، وأرست أساسًا للعلوم الصوتية، ومع ذلك لم تكن هذه هي مدرسة الفكر الوحيدة في اليونان القديمة، فعلى سبيل المثال، درس أرسطاكس الذي كتب عددًا من الأطروحات الموسيقية، الموسيقى ذات الاتجاه التجريبي. يعتقد أرسطكاس أنه يجب الحكم على الفواصل الزمنية عن طريق الأذن بدلًا من النسب الرياضية، على الرغم من تأثره بفيثاغورس والقياسات الرياضية في بحثه.

## الموسيقى في المجتمع والدين

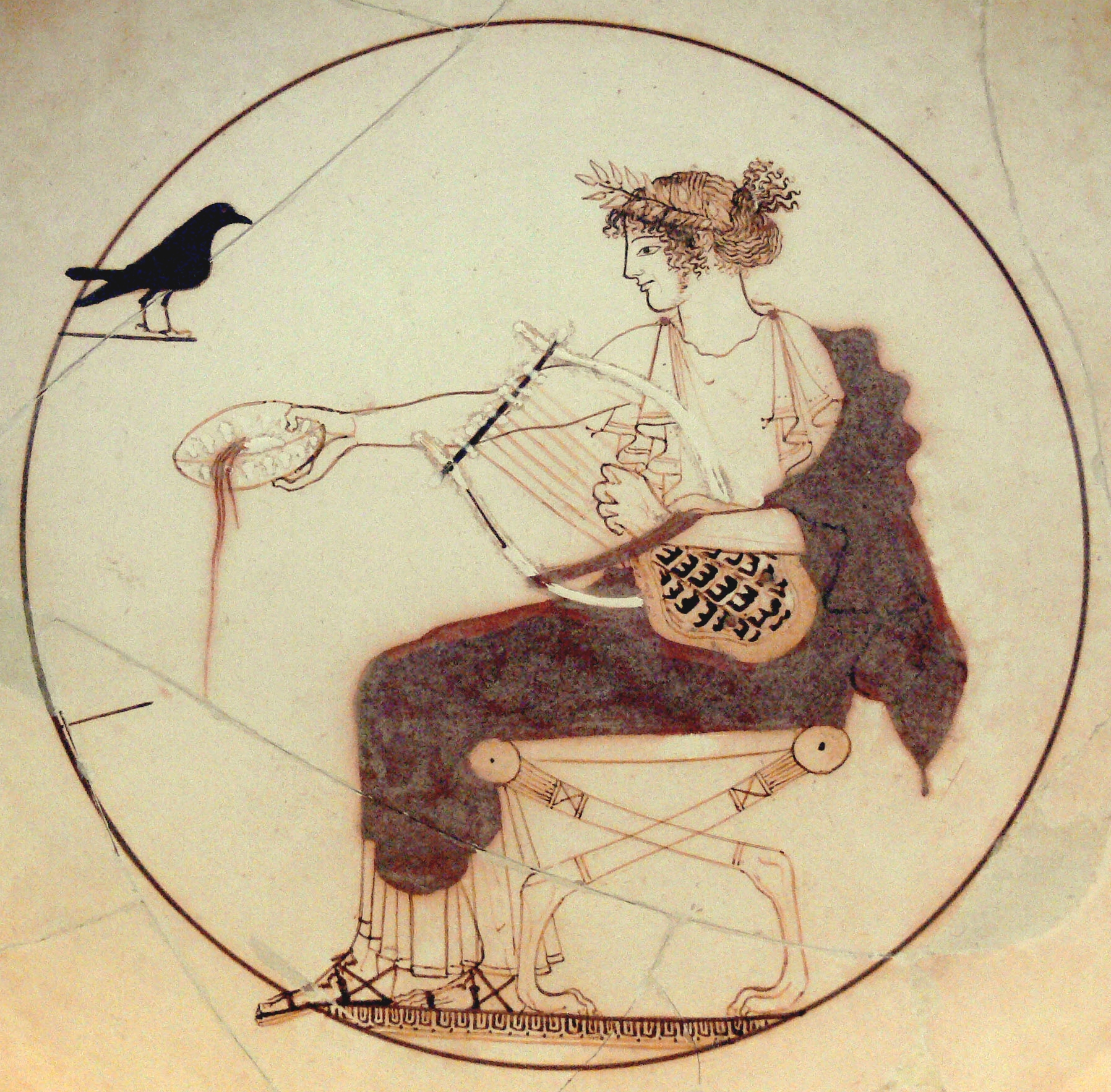

لعبت الموسيقى دورًا أساسيًا في المجتمع اليوناني القديم. قال دامون -وهو معلم بريكليس- بحسب ما جاء به أفلاطون في الجمهورية: «عندما تتغير الأنماط الأساسية للموسيقى، تتغير الأنماط الأساسية للدولة معها». شكلت الموسيقى والجمباز الانقسامات الرئيسية في التعليم المدرسي. «تعبر كلمة [موسيقى] عن التعليم بأكمله».
لعبت موسيقى الآلات دورًا دينيًا في اليونان القديمة، إذ رافقت في كثير من الأحيان المناسبات الدينية والطقوس والمهرجانات. استُخدمت الموسيقى أيضًا للترفيه عندما كانت ترافق حفلات الشرب أو الندوات. تعد سكوليان واحدة من الأنواع الشعبية التي تُعزف أثناء حفلات الشرب، إذ إنها أُلّفت لهذا الغرض. يُقدم فعل المشاركة وسكب الشراب إلى الآلهة قبل وبعد حفلات الشرب اليونانية أو إراقة الشراب الدينية أو الحفلات الدينية، وعادة ما تكون الآلهة من ضمن الأولمبيين الإثني عشر والأبطال وزيوس. يصحب إراقة الشراب عادةً لحن إنساني يُسمى سبونديان، الذي كان غالبًا ما يضم عازفًا على آلة الأولوس.
احتلت الموسيقى دورًا هامًا في المراسم القربانية اليونانية. يظهر من خلال تابوت هاغيا تريادا أن آلة الأولوس كانت حاضرة أيضًا في التضحيات حتى عام 1300 قبل الميلاد، وكانت الموسيقى حاضرة أيضًا في طقوس العبور والعبادة والاحتفالات الدينية، وشكلت جزءًا لا يتجزأ من الطقوس الدينية لأبولو وديونيسوس.
لعبت الموسيقى (إلى جانب الثمالة من الجرع والصيام والعسل) دورًا مهمًا في تحضير وتحفيز العرافة، إذ غالبًا ما تحفز الموسيقى الأنبياء على النشوة الدينية والوحي، لدرجة أن التعبير عن «صنع الموسيقى» و«التنبؤ» كانا متطابقين في اليونانية القديمة.
وُجدت الآلات الموسيقية في زمن الحرب، رغم أنها لم تعبر عن الموسيقى بالكامل. استُخدمت درجات موسيقية محددة من البوق لإعطاء الأوامر للجنود في ساحة المعركة، بينما رافق الأولوس وآلات إيقاعية أخرى الأوامر الشفوية التي يعطيها الربان لمجذفي السفينة، إذ ساعدت الآلات الموسيقية المجذفين في الحفاظ على ضبط التوقيت فيما بينهم.

### أنواع شعبية من الأغاني
أنشودة الشكر: تُغنى غالبًا في تكريم أو عبادة أبولو وأثينا، فقد عبروا رسميًا عن أملهم في الخلاص من الخطر، أو كانت تُغنى في الشكر بعد النصر أو النجاة.
بروسيديان: هي نوع من التراتيل أو الأناشيد الدينية التي يجري من خلالها استدعاء أو تسبيح الإله. كانت تُغنى عادة في الطريق إلى المذبح أو الضريح، وتسبقها عادة أنشودة الشكر أو تليها.
ديثرامب: تُغنى عادة في احتفالات المهرجانات، لا سيما في مراسم الإخلاص لديونيسوس إله النبيذ. تتميز ديثرامب بجوقات (كورس) من الرجال والفتيان يرافقهم عازف الأولوس.

### الشعر والدراما
لم يكن معروفًا بشكل تام ما إذا كان الشعر القصصي أو الشعر الملحمي مثل شعر هوميروس الذي غُنًّي. مثلما هو الحال في الحوار الأفلاطوني أيون، إذ يستخدم سقراط كلًا من «الغناء» و«الكلام» فيما يتعلق بملاحم هوميروس. مع ذلك، هناك ادعاءات شديدة بأنه ربما كان يُتلا دون آلات موسيقية في أنشودة غنائية.
كانت الموسيقى حاضرة أيضًا في الشعر الغنائي اليوناني القديم، الذي يُعرف بأنه شعر أو أغنية يرافقها غناء. يتفرع الشعر الغنائي في نهاية المطاف إلى مسارين، غنائي أحادي كان يؤديه شخص بمفرده وغنائي كورالي تغني فيه جوقة من الناس ويرافقه رقصات في بعض الأحيان. من الشعراء الغنائيين المشهورين ألكايوس وصافو من جزيرة لسبوس، وتعتبر صافو واحدة من النساء القلائل اللاتي حُفظ شعرهن.
انتشرت الموسيقى بشكل كبير في الدراما اليونانية القديمة. يربط أرسطو في فن الشعر أصول الدراما المأساوية بالديثرامب. كان رواد الديثرامب هم من قادوا حركات الأغنية والرقص، والتي رُد عليها من قبل المجموعة. يشير أرسطو إلى أن العلاقة التي جمعت بين شخص واحد ومجموعة كانت المسؤولة عن بدء الدراما المأساوية، التي كان يؤديها خلال مراحلها الأولى ممثل واحد في جميع الأجزاء من خلال إما أغنية أو خطاب، وينخرط الممثل الوحيد مع الجوقة من خلال الحوار. تروي الجوقة معظم القصة من خلال الغناء والرقص. كان يُتوقع من الكاتب المسرحي في اليونان القديمة، ليس فقط كتابة النص، بل تأليف الموسيقى وحركات الرقص أيضًا.